# José da Silva Maia Ferreira
José da Silva Maia Ferreira Medeiros Matoso de Andrade Câmara (Luanda, 7 de junho de 1827 — Rio de Janeiro, 19 de fevereiro de 1881) foi um poeta, servidor público e jornalista angolano..
É autor do primeiro livro editado em Angola e escrito por um angolano,  Espontaneidades da minha alma: às senhoras africanas — considerado o marco de inauguração da literatura de Angola —, tendo também colaborado no Almanach de Lembranças (Lisboa: 1879).

## Biografia
Filho de José da Silva Maia Ferreira e de Ângela de Medeiros Matoso Maia, nasceu em Luanda, Angola. Sua família tinha certa tradição militar e comercial na cidade.
Maia Ferreira cumpriu toda sua formação acadêmica no Rio de Janeiro, no Brasil, para onde sua família tinha mudado em 1834, após a Guerra Civil Portuguesa. Em 1845, volta à Luanda, conseguindo funções na administração pública local, sendo inclusive nomeado, em 1846, como secretário interino da Junta da Saúde.
Em 1847 retorna ao Brasil. Neste período em terras brasileiras iniciou sua escrita poética, publicando nos cadernos denominados "Lísia Poética" e "Colecção de Poesias Modernas de Autores". Fato notório é que como poeta identificava-se, desde o princípio, com África.
Em 1849, de volta para terras angolanas, assumiu as funções de tesoureiro da alfândega de Benguela, um ano depois sendo promovido à oficial ordinário da Secretaria do Governo Provincial de Benguela e poucos meses depois para as funções de escrivão (amanuense) de descargas da alfândega da cidade de Benguela. Ainda em 1850 assumiu interinamente o cargo de sub-delegado de Benguela. Sua vigorosa ascensão profissional no serviço público benguelino foi interrompida por questões de saúde identificadas como "incompatibilidades com o clima", ao que regressou a Luanda. Antes de se mudar para a capital angolana, publica, em 1849, aquele que é considerado o primeiro livro de poesia editado em África: Espontaneidades da minha alma: às senhoras africanas.
Em Luanda, em 1851, foi demitido e partiu para trabalhar por pouco tempo no serviço público em Ambriz. Na localidade embarca no navio Chusan e parte para a cidade de Nova Iorque.
Nos Estados Unidos, casou com a estadunidense Margaret Butler, a 1 de fevereiro de 1853. Deste casamento nasceram três filhos. Os custos para manter a família tornaram sua situação financeira delicada.
Em Nova Iorque, passa a trabalhar, em 1853, na casa comercial Figanière e Irmãos e mais tarde firma britânica Spencer & Budden, ao mesmo tempo que mantinha um negócio de aguardente e tabaco cubano. Viajava profissionalmente com muita frequência a Cuba e a Portugal.
Em 1853, Frederico Figanière e Morão o tornou chanceler do Consulado de Portugal em Nova Iorque. Em 1854 tornou-se jornalista correspondente para os jornais do Rio de Janeiro "Jornal do Commercio" e "Correio Mercantil". Volta a escrever poemas no período.
Seu talento para a escrita chamou atenção de Figanière que o nomeou vice-cônsul em 1856, sendo a sua nomeação ignorada pelo Gabinete Americano do Ministério dos Negócios Estrangeiros.
Demite-se do consulado e, nos finais do ano de 1860, foi a Cuba como representante comercial e na tentativa de ganhar dinheiro na peugada do ouro.
Por volta de 1862, foi para o Brasil com a sua família, abandonando definitivamente os Estados Unidos. Falece anos mais tarde na cidade do Rio de Janeiro.